# Lardy
Lardy là một xã ở tỉnh Essonne thuộc vùng Île-de-France miền bắc nước Pháp.
Thị trấn nằm ở tả ngạn của sông Juine, which forms all of the commune's southern border.
Theo điều tra dân số năm 1999, dân số xã này là 4.375 người. Ước tính dân số năm 2005 là 5.638.
Danh xưng cư dân địa phương Lardy trong tiếng Pháp là Larziacois.